# VCHA
VCHA는 JYP 엔터테인먼트에서 결성한 4인조 글로벌 K-pop 걸 그룹으로, 미국을 중심으로 활동하고 있다. 2023년 9월 22일, 디지털 싱글 앨범 "SeVit (NEW LIGHT)"를 발매하며 프리 데뷔했다.
멤버들은 JYP 엔터와 리퍼블릭 레코드의 걸 그룹 결성 오디션 프로그램 《A2K》를 통해 선발되었다.
2024년 12월 8일, 멤버 케이지가 소속사 일부 스텝들에게 학대를 당했다며 팀 탈퇴 및 계약 해지 소송을 진행 중이라 밝혔다.
2025년 8월 7일, 팀명이 GIRLSET로 변경되었다.

## 이전 구성원
| 이름   | 소개 |
| ------ | --- |
| 카밀라 | - 본명 : 카밀라 리보 발데스 (Camila Ribeaux Valdes) - 생년월일 : 2005년 8월 10일(20세) - 출생지 : 아제르바이잔 바쿠 - 국적: 캐나다 - 활동기간 : 2023년~2025년 - 기타 : 쿠바계 캐나다인                                     |
| 렉시   | - 본명 : 렉서스 뱅 (Lexus Vang) - 생년월일 : 2005년 11월 22일(19세) - 출생지 : 미국 위스콘신주 셰보이건 - 국적 : 미국 - 활동기간 : 2023년~2025년 - 기타 : 리더, 몽족계 미국인(Hmong American)                              |
| 켄달   | - 본명 : 켄달 에블링 (Kendall Ebeling) - 생년월일 : 2006년 6월 1일(19세) - 출생지 : 미국 텍사스주 포트워스 - 국적 : 미국 - 활동기간 : 2023년~2025년 - 기타 : 백인계-베트남계 미국인(어머니가 베트남계)                     |
| 사바나 | - 본명 : 사바나 콜린스 (Savanna Collins) - 생년월일 : 2006년 7월 26일(19세) - 출생지 : 미국 플로리다주 팜비치군 보카러톤 - 국적 : 미국 - 활동기간 : 2023년~2025년 - 기타 : 아프리카계-히스패닉계 미국인                    |
| 케이지 | - 본명 : 키이라 그레이스 매더 (Kiera Grace Madder) - 생년월일 : 2007년 6월 17일(18세) - 출생지 : 미국 미주리주 세인트루이스 - 국적 : 미국 - 활동기간 : 2023년~2024년                                                       |
| 케일리 | - 본명 : 케일리 서희 리 (Kaylee Seohee Lee) / 한국명 : 이서희 - 생년월일 : 2009년 11월 24일(15세) - 출생지 : 미국 워싱턴주 올림피아 - 국적 : 미국 / 대한민국 - 활동기간 : 2023년~2025년 - 기타 : 한국계 미국인, 복수국적자 |

## 음반 목록

### 싱글
- SeVit (NEW LIGHT) (2023)
- Ready for the World (2023)
- Only One (2024)